# Puente Leonel Viera
El Puente Leonel Viera, popularmente conocido como Puente de La Barra o Puente ondulado, es un puente carretero uruguayo que cruza el arroyo Maldonado, permitiendo de este modo la comunicación entre las ciudades balnearias de El Tesoro y Punta del Este. El objetivo de este puente fue reducir la velocidad.

## Generalidades

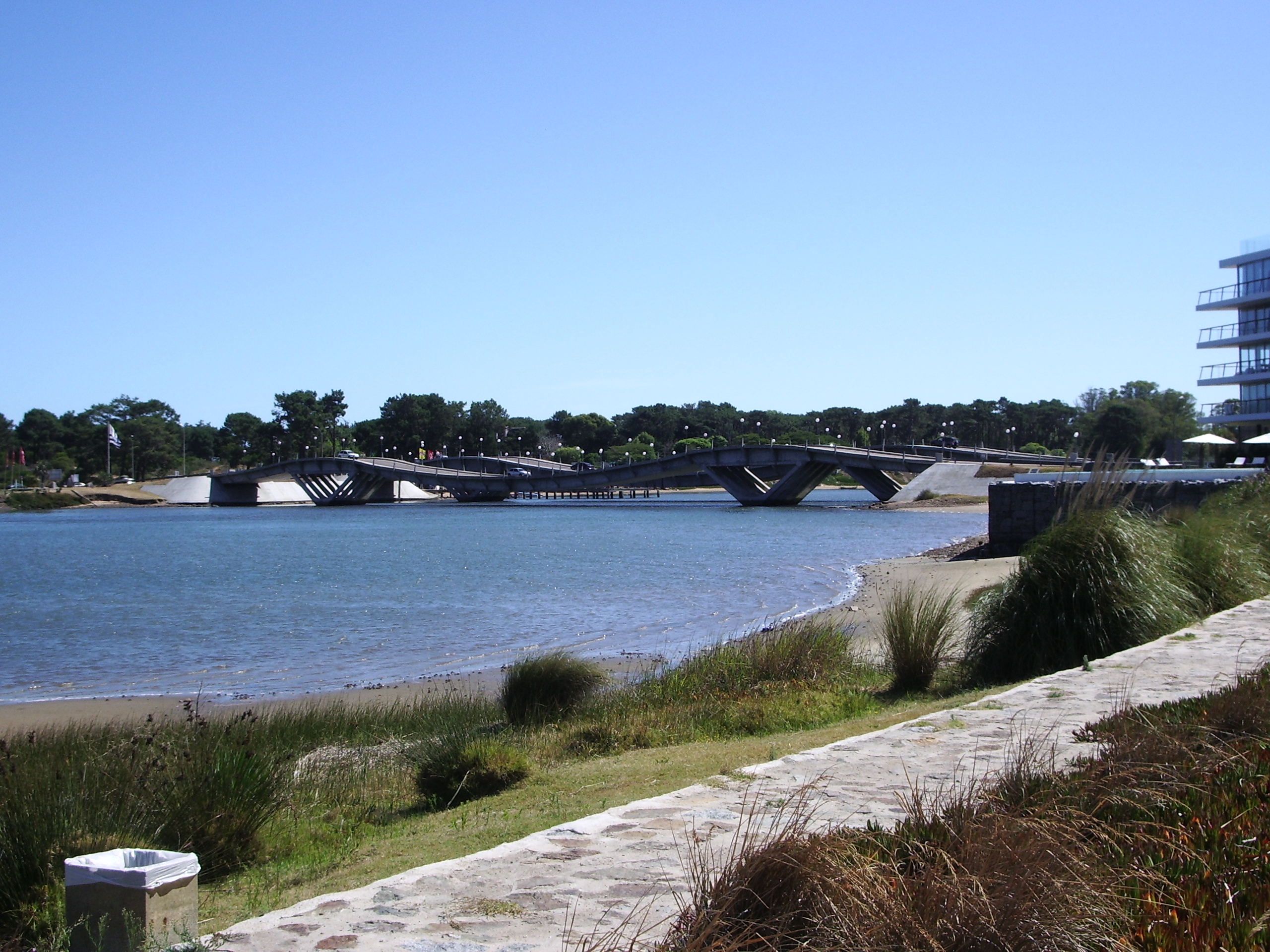
Los dos puentes.

Un señor de apellido Martínez, primer propietario del hotel de La Barra, La Posta del Cangrejo, habría convencido al entonces presidente uruguayo Eduardo Víctor Haedo de construir un puente que uniera esa localidad con Punta del Este.
El puente Viera es el tercero de los levantados en la zona. Tanto el primero (de madera) como el segundo (de hormigón armado) fueron destruidos por la naturaleza. 
Esta obra ingenieril se sitúa en el tramo inferior del arroyo Maldonado, justo luego de una gran isla, en el tramo del arroyo en que presenta ya aguas con características estuariales, justo antes de desembocar en el océano Atlántico sudoccidental.
Este puente, por su forma ondulada está entre los más famosos del país, y una de las inconfundibles postales emblemáticas de Punta del Este. Por él se circula en el circuito turístico que, mediante la ruta nacional 10, permite recorrer los más importantes balnearios del Uruguay. 
Fue inaugurado en 1965. Se trata de una obra del constructor uruguayo Leonel Viera, el cual, si bien nunca se recibió de arquitecto o ingeniero civil, logró llegar a la fama gracias a sus ingeniosas estructuras, entre las que destaca también el estadio "Dr. Héctor A. Grauert", conocido como el Cilindro Municipal, un recinto multiuso que se ubicaba en Montevideo.
Fue un proyecto constructivo osado y particular, realizado utilizando el sistema de banda tensada, y donde su tablero ejerce la tracción. Al cruzarlo velozmente genera vértigo en el que lo transita.
Une las localidades balnearias de La Barra —situada al norte— con el sector más oriental de las playas esteñas de Playa Brava —situada al sur—. 
En 1999 se construyó otro puente paralelo a este, inmediatamente aguas arriba del mismo (a solo 20 metros de distancia), por el que se transita mediante la avenida Eduardo Víctor Haedo. El proyectista de este segundo puente fue el Ing. Alberto Ponce Delgado. Fue  adjudicada su construcción en el año 1998, y se levantó como un gemelo del original. Este último presentaba algún deterioro, por lo que en 1999 se encargó un estudio de su estado, por el cual se indicó que debía ser reparada su estructura, lo que se hizo en el año 2005.

En 2022 se detectaron grietas en las cabeceras del puente dos, que obligaron al cierre del tránsito vehicular.

## Características técnicas
Este puente fue la primera puesta a prueba de la técnica constructiva de banda tesa. Comenzó a ser construido en el año 1963, siendo inaugurado en 1965. Se trata de una banda tesa de tres vanos (con luces de 30, 90 y 30 metros) construida en hormigón pretensado o concreto presforzado, el que soporta un puente vehicular de 10 metros de ancho y dos carriles de circulación. La banda fue pretensada mediante el rudimentario método de precargarla con arena, con los cables anclados y el tablero hormigonado, pero con nodos libres, para hormigonarlos con dicha carga, que al ser retirada dejó la estructura en adecuada tensión.

## El puente en la literatura
Pablo Neruda, siendo huésped del entonces presidente Eduardo Víctor Haedo en la casa que este habitaba cuando visitaba Punta del Este, describió poéticamente al puente undulado.

Entre agua y aire brilla
el puente curvo
 entre verde y azul las curvaturas
 de cemento, dos senos y dos simas
 con la unidad desnuda
 de una mujer o una fortaleza
 sostenida por letras de hormigón
que escribe en las páginas del río.
 Pablo Neruda.